# إدوارد هاليت كار
إدوارد هاليت كار (بالإنجليزية: E. H. Carr)‏ (28 يونيو 1892 في لندن-3 نوفمبر 1982 في لندن) هو مؤرخ وصحفي ودبلوماسي إنجليزي.

## روابط خارجية
- إدوارد هاليت كار على موقع الموسوعة البريطانية (الإنجليزية)